# Břešťany (Bílina)
Břešťany (deutsch Preschen) ist ein abgebaggertes Dorf im Okres Teplice in Tschechien. Sein Kataster mit einer Fläche von 288,7988 ha gehört zur Stadt Bílina. An der Stelle von Břešťany befindet sich heute der Tagebau důl Bílina.

## Geographie
Břešťany befand sich vier Kilometer nordwestlich von Bílina am nordwestlichen Fuße des Böhmischen Mittelgebirges im Nordböhmischen Becken. Das Dorf lag am linken Ufer des Baches Radčický potok (Grundbach bzw. Brucher Bach). Nordöstlich erhob sich der Schenkertberg (221 m), im Südosten der Chlum (295 m) und der Bořeň (Borschen, 539 m), südlich der Kaňkov (Schauferberg, 436 m) sowie im Südwesten der Červený vrch (Rothe Berg, 366 m). Am nördlichen Ortsrand lag die Bahnstation Břešťany der Bahnstrecke Ústí nad Labem–Chomutov.
Nachbarorte waren Liptice und Duchcov im Norden, Ledvice, Hostomice nad Bílinou und Chotějovice im Nordosten, Břežánky im Osten, Bílina, Újezd und Lázně Kyselka im Südosten, Kaňkov und Želenice im Süden, Braňany, Střimice, Pařidla und Konobrže im Südwesten, Jenišův Újezd und Mariánské Radčice im Westen sowie Libkovice, Nový Dvůr, Hrdlovka und Nová Ves im Nordwesten.

## Geschichte
Die erste schriftliche Erwähnung des zum Kloster Osek gehörigen Dorfes erfolgte im Jahre 1208. 
Bis ins 19. Jahrhundert war Preschen ein rein landwirtschaftlich geprägtes Dorf. Der Aufschluss der Ziegeltonlagerstätte zwischen Ugezd, Preschen und Briesen führte im 19. Jahrhundert zur Gründung der Tonwaren- und Kunststeinfabrik Eduard Nehse.
Im Jahre 1831 bestand Preschen aus 22 Häusern mit 123 deutschsprachigen Einwohnern. Pfarrort war Ugest. Bis zur Mitte des 19. Jahrhunderts blieb Preschen dem Gut Ossegg untertänig.
Nach der Aufhebung der Patrimonialherrschaften bildete Preschen/Břešťany ab 1850 einen Ortsteil der Gemeinde Lang Augezd/Jeníšův Oujezd im Leitmeritzer Kreis und Gerichtsbezirk Bilin. Zu dieser Zeit entstand die Bausteinfabrik F. Müller. In der zweiten Hälfte des 19. Jahrhunderts veränderte der aufkommende Braunkohlenbergbau den Charakter des bäuerlich geprägten deutschen Dorfes im fruchtbaren Grundbachtal. 1860 entstand die Eisenbahn. Ab 1868 gehörte das Dorf zum Bezirk Teplitz und ab 1896 zum Bezirk Dux. In den 1870er Jahren löste sich Preschen von Lang Augezd los und bildete eine eigene Gemeinde. Im Jahre 1880 bestand die Gemeinde aus 37 Häusern und hatte 199 deutschsprachige Einwohner. 1894 wurde in Preschen ein Post- und Telegraphenamt eingerichtet. Zu Beginn des 20. Jahrhunderts wurde alternativ auch der tschechische Ortsname Přešťany verwendet. Nach 1900 erhielt der Ort eine Trinkwasserversorgung und wurde an das Elektrizitätsnetz angeschlossen. Der Aufschwung des Bergbaus ließ Preschen weiter anwachsen. Im Jahre 1921 bestand Preschen einschließlich der Ansiedlung Heide aus 66 Häusern mit 562 Einwohnern. 1930 lebten in der Gemeinde 634 Personen. In Folge des Münchner Abkommens wurde Preschen 1938 dem Deutschen Reich zugeschlagen und gehörte zunächst zum Landkreis Dux. Ab dem 1. Mai 1939 war das Dorf Teil des neugebildeten Landkreises Bilin. Beim Zensus vom 17. Mai 1939 hatte die Gemeinde 715 Einwohner.
Nach dem Ende des Zweiten Weltkrieges kam Břešťany 1945 zur Tschechoslowakei zurück und die deutschböhmische Bevölkerung wurde vertrieben. Im Jahre 1950 wurden die inzwischen zusammengewachsenen Gemeinden Břežánky und Břešťany zu einer Gemeinde Břežánky zusammengeschlossen. Im Zuge der Aufhebung des Okres Bílina wurde die Gemeinde Břežánky 1961 dem Okres Teplice zugeordnet. Zwischen 1964 und 1970 wurde Břešťany im Zuge des Aufschlusses des Großtagebaus důl Maxim Gorkij abgesiedelt und am 1. November 1970 zusammen mit Břežánky nach Bílina eingemeindet. Zwei Jahre später wurde das Dorf devastiert.